# Marathon (Texas)
Marathon è un census-designated place (CDP) della contea di Brewster nello Stato del Texas, negli Stati Uniti. La popolazione era di 410 abitanti al censimento del 2020.

## Geografia fisica
Secondo l'Ufficio del censimento degli Stati Uniti, ha una superficie totale di 5,26 mi² (13,62 km²)..

## Storia
La città è stata fondata nel periodo in cui la Galveston, Harrisburg and San Antonio Railway stava costruendo la sua linea ferroviaria attraverso il territorio, che all'epoca faceva parte della contea di Presidio. Un gruppo di operai arrivati da est di El Paso raggiunse la città nel marzo 1882. I primi coloni iniziarono a stabilirsi in quel periodo. Albion E. Shepard, un ex comandante che aveva lavorato come geometra per la ferrovia, il 10 marzo 1882 acquistò un pezzo di terreno nella zona, ove costruì l'Iron Mountain Ranch, situato a nord della futura Marathon. Quando presentò domanda per l'istituzione di un ufficio postale nel settembre 1882, indicò che la popolazione era stimata in 130 abitanti ed era "in rapida crescita". Alla fine, l'ufficio postale è stato istituito in data 13 febbraio 1883. Shepard diede all'insediamento il nome di Marathon, poiché le pianure e i terreni circostanti gli ricordavano la località di Maratona (Marathon in inglese), in Grecia.

## Società

### Evoluzione demografica
Secondo il censimento del 2020, la popolazione era di 410 abitanti.